# Ferrari F40
Ferrari F40 — среднемоторный двухдверный заднеприводный суперкар, имеющий кузов типа берлинетта. Производился Ferrari с 1987 по 1992. Автомобиль основан на шасси GTO Evoluzione, является дальнейшим развитием для гоночной версии Ferrari 288 GTO. В общей сложности было произведено 1315 таких авто.
Ferrari F40 — последняя модель, созданная при жизни Энцо Феррари.

## История
Выпущенный в 1987 к 40-летию марки Ferrari (откуда и название автомобиля) F40 основывается на Ferrari 288 GTO 1984 года, а точнее на его гоночной версии 288 GTO Evoluzione (в соревнованиях никогда не участвовала, произведено 5 автомобилей). Машина создавалась для Ралли группы B, но когда её выпустили, этот класс закрыли. С того момента, как было принято решение о начале проекта, до запуска готовой машины в производство прошёл всего год.
Изначально планировалось выпустить только 400 автомобилей, но ввиду большой популярности было выпущено 1315 автомобилей.

## Общие характеристики

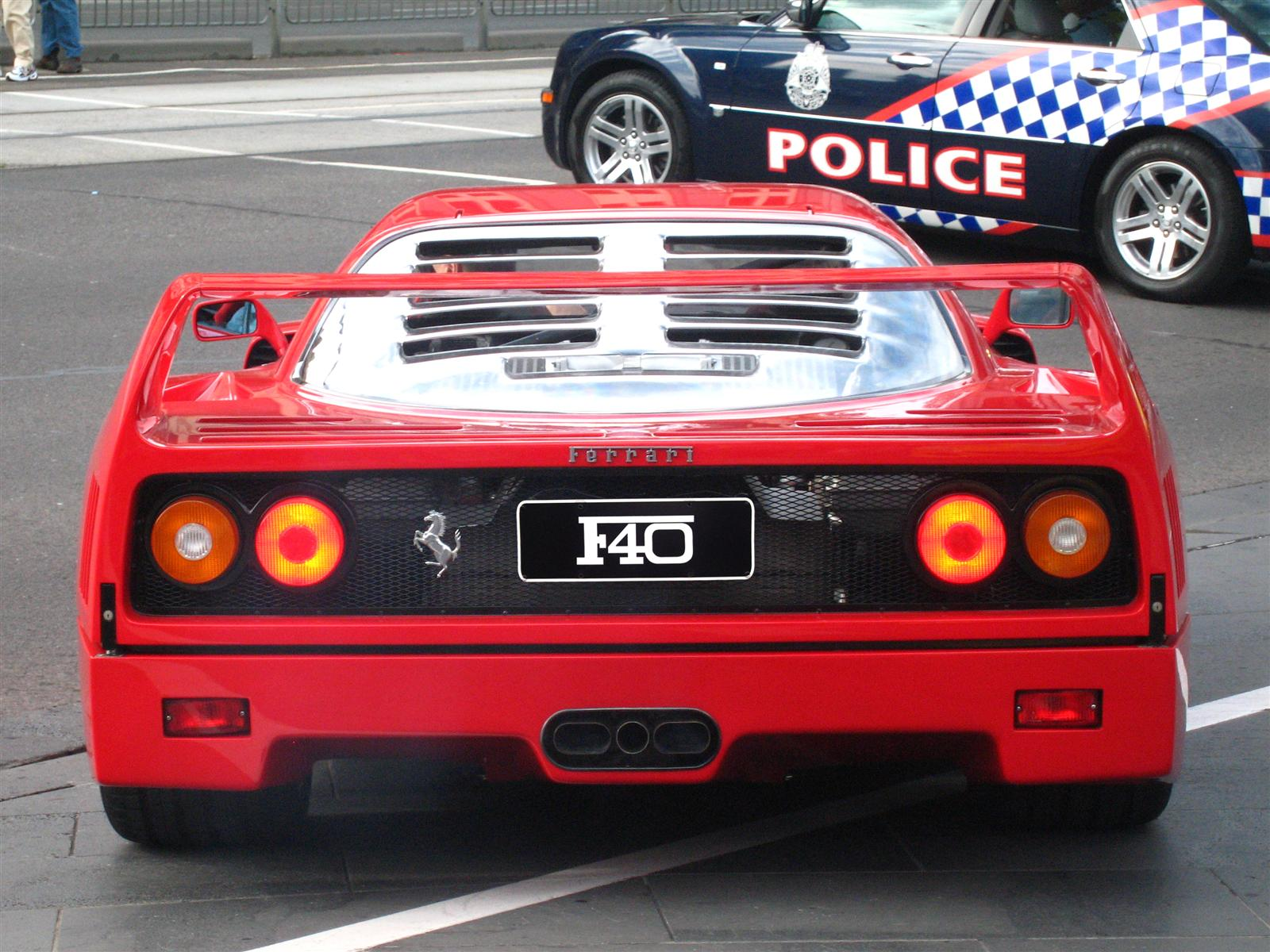
Вид на F40 сзади

При весе в 1100 кг (2425 фунтов) и высокой мощности в 478 л. с.(352 кВт) при 7000 об/мин имел впечатляющие характеристики — на дорожных испытаниях автомобиль продемонстрировал разгон от 0-100 км/ч (62 миль/ч) быстрее, чем за 3,8 секунды (в то время как только трековая версия за 3,2 секунды), с 0-160 км/ч (0-99 миль/ч) за 7,6 секунд и 0-200 км/ч (0-120 миль/ч) за 11 секунд. Ferrari F40 имела небольшое преимущество в ускорении над Porsche 959, его основным конкурентом в то время.

## Концепция
F40 был задуман в качестве преемника 288 GTO и призван конкурировать с такими спорткарами, как Porsche 959 и Lamborghini Countach. За несколько лет до производства F40, количество побед компании в гонках значительно уменьшилось, и даже в Формуле-1 победы стали редким событием. Энцо Феррари недавно исполнилось 90 лет, и было понятно, что время было не на его стороне. Он хотел, чтобы новый спортивный автомобиль стал его финальной точкой. Предстоящее 40-летие компании стало поводом для дебюта автомобиля.

### Двигатель и подвеска
Мощность была увеличена; 2,9 л (2936 куб.см) версия GTO — близнец двигателя IHI V8 с турбонаддувом, развивающего 478 PS (352 кВт; 478 л. с.) при 110 кПа (16 фунтов на квадратный дюйм) наддува. F40 не имела каталитического конвертера до 1990 года, когда в США ввели новые экологические требования. Автомобиль имел три выхлопных трубы, две из которых отводили выхлоп из блоков цилиндров (на фото две внешних трубы), а средняя служила для сброса избыточного давления через клапан (Wastegate) турбокомпрессора.
Конструктивно подвеска автомобиля была схожа с Ferrari GTO на двойных поперечных рычагах, хотя многие детали были модернизированы и сами параметры подвески существенно отличались. Машина имела необычно низкий для дорожных автомобилей того времени дорожный просвет. Впоследствии руководством Ferrari была предложена возможность изменения просвета в большую сторону в случае необходимости.

### Дизайн
Конструкция кузова, заново разработанная Pininfarina, сочетала панели из кевлара, карбонового волокна и алюминия для прочности и малой массы, и интенсивные аэродинамические испытания. Вес был также сведён к минимуму за счёт использования пластикового ветрового и боковых стёкол. Ковры, звуковая система и дверные ручки не были установлены, хотя автомобили имели кондиционеры воздуха. Для первых 50 автомобилей были характерны раздвижные окна из материала Lexan, поздние автомобили оснащались нормальными опускными стёклами.

### Аэродинамика
F40 разрабатывалась с учётом аэродинамики. Скорость автомобиля достигалась в большей степени из-за его формы, а не мощности. Передняя часть кузова была занижена, а поток воздуха значительно сглажен, но главной заботой была стабильность, а не максимальная скорость. В результате автомобиль был чем-то вроде гоночного автомобиля с закрытым кузовом.
У него было частично плоское днище под радиатором, передней частью и салоном для сглаживания потока воздуха, и вторая часть с диффузорами за двигателем, но моторный отсек не был закрыт снизу. Тем не менее, у F40 был впечатляюще низкий коэффициент аэродинамического сопротивления Cd на уровне 0,34 со спойлерами и антикрылом, борющимися с подъёмной силой.

## Гонки

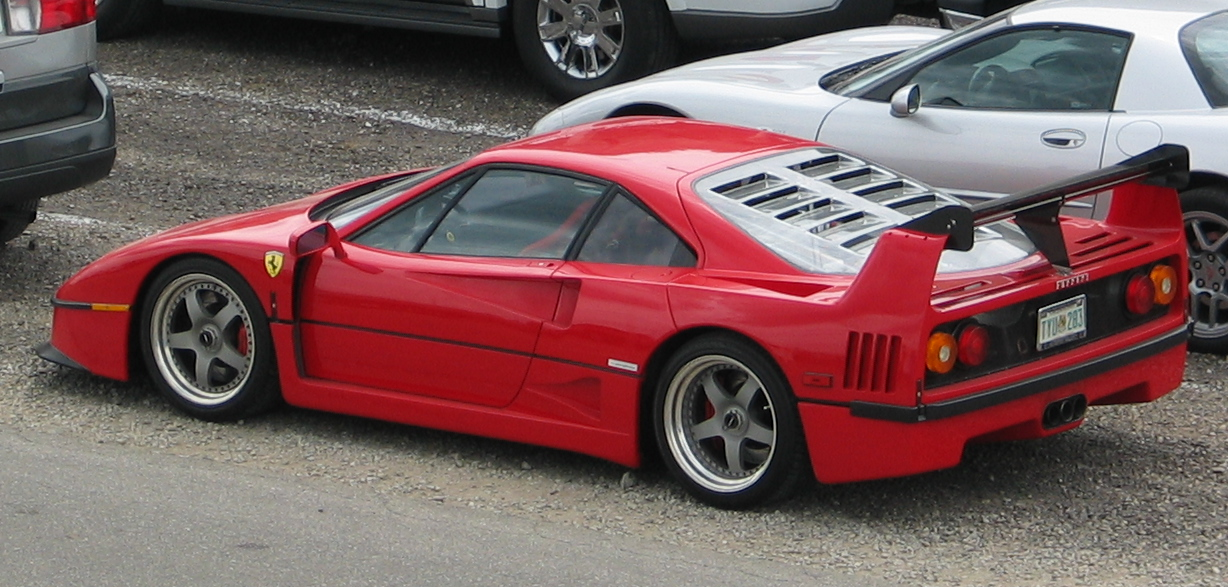
Ferrari F40 LM, всего построено 19 шт. таких автомобилей.

Ferrari F40 не предназначалась для гонок, но автомобиль в 1989 году модифицирован и дебютировал в гонке IMSA на трассе Лагуна Сека в классе GTO. Жан Алези занял третье место после двух полноприводных Audi 90. Несмотря на отсутствие поддержки производителя, автомобиль провел успешный сезон под управлением таких гонщиков, как Жан-Пьер Жабуй, Жак Лаффит и Харли Хейвуд, которые заняли в гонках три вторых места и одно третье места.
Хотя Ferrari F40 не участвовал в соревнованиях IMSA в следующем сезоне, он позже станет популярным выбором частных гонщиков для участия в многочисленных гонках серии GT, в том числе JGTC. В 1994 году автомобиль дебютировал в международных соревнованиях, с одним автомобилем в BPR Global GT Series от команды Strandell, и выиграв «4 часа Валлелунги». В 1995 году количество Ferrari F40 увеличилось до четырёх в независимых командах Aldix Racing (F40 LM) и Strandell (F40 GTE, спортивный клуб под эгидой Ferrari Club Italia), выиграв «4 часа Андерсторпа». Не выдерживая конкуренции с McLaren F1 GTR, Ferrari F40 вернулся через год, в 1996, сумев повторить победу в Андерсторпе, и с тех пор больше не выступал в гонках GT.